# It's My Life (пісня Чезара)
«It's My Life» (укр. «Це моє життя») — пісня румунського співака Чезара, з якою він представляв Румунію на пісенному конкурсі Євробачення 2013 в Мальме. Пісня була виконана 18 травня у фіналі, де, з результатом у 65 балів, посіла тринадцяте місце.